# El Puig (Pradell de la Teixeta)
El Puig és una muntanya de 599 metres que es troba al municipi de Pradell de la Teixeta, a la comarca catalana del Priorat.